# Shinjuku Park Tower
Shinjuku Park Tower (新宿パークタワー) és un gratacel situat al barri de negocis de Shinjuku a Tòquio, el Japó. Mesura 235 metres d'alçària, per a 52 pisos. H aestat concebut per Kenzo Tange i la seva consctrucció va acabar l'abril de 1994. La torre apareix en la pel·lícula Lost in Translation de Sofia Coppola.